# James Duddridge

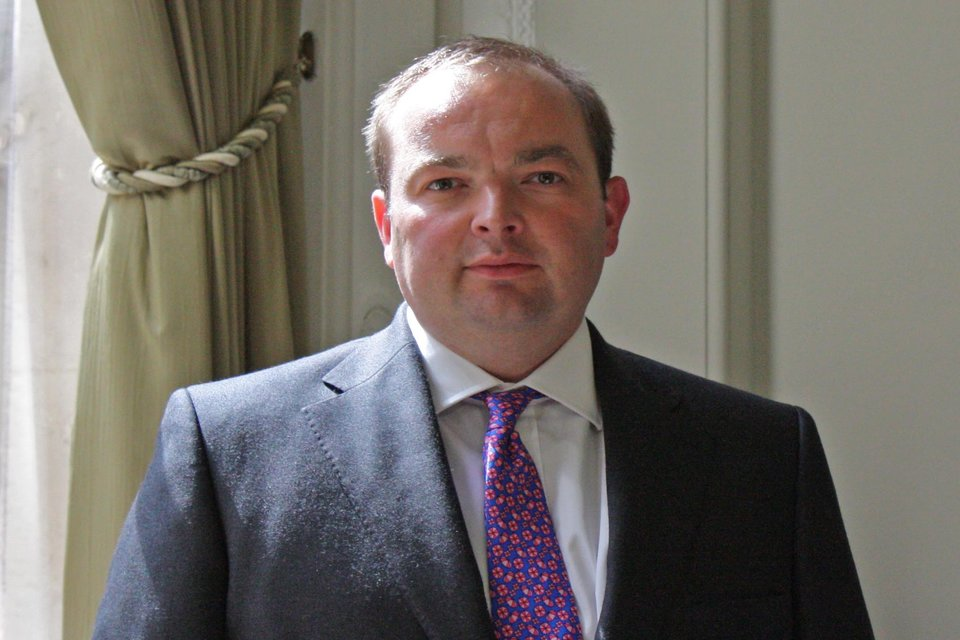
James Duddridge, 2014

Sir James Duddridge KCMG (* 26. August 1971 in Bristol, Vereinigtes Königreich) ist ein britischer Politiker der Conservative Party.
Er war von 2005 bis 2024 war er als Abgeordneter für den Wahlkreis Rochford and Southend East in Essex Mitglied des House of Commons und von 2014 bis 2021 Parlamentarischer Staatssekretär im Außenministerium des Vereinigten Königreichs. 2022 wurde er als Knight Commander des Order of St Michael and St George geadelt.